# Савченко Павло Пилипович
Павло Пилипович Савченко (1909 — ?) — український радянський діяч, новатор виробництва, кранівник Ждановського торговельного порту Сталінської (Донецької) області. Депутат Верховної Ради УРСР 4-го скликання (з 1956 року).

## Біографія
З 1940-х років — кранівник Ждановського торговельного порту Сталінської (Донецької) області.

## Нагороди
- ордени
- медалі